# Cora (mythologie inca)
Pour les articles homonymes, voir Cora.
Cora est la femme d'un des quatre fils de Pirua Viracocha, dieu créateur de la civilisation Inca.
Les autres femmes des fils de Pirua Viracocha sont Ocllo, Rahua et Huaco.